# Paisaje romano
Paisaje romano es una pintura sobre tabla hecha por Enrique Serra Auqué en 1888, y conservada en la Biblioteca Museo Víctor Balaguer, con el número de registro 177. Ingresó en el museo el 26 de noviembre de 1888, donada al museo por el propio artista. Representa un paisaje romano en la puesta de sol. Los dos tercios inferiores de la composición representan un lago envuelto en matorrales y troncos de árboles. En el centro del lateral izquierdo hay una barca. El cuadro tiene la inscripción "Enrique Serra"; "1888"; "Al eminente poeta e ilustre estadista/Excmo. Sr. Víctor Balaguer/Enrique Serra 1888.".